# 圣布里斯 (塞纳-马恩省)
圣布里斯（法語：Saint-Brice，法語發音：[sɛ̃ bʁis] ⓘ）是法国塞纳-马恩省的一个市镇，属于普罗万区。

## 地理
圣布里斯（48°34'4"N, 3°19'28"E）面积11.46 平方千米，位于法国法蘭西島大區塞纳-马恩省，该省份为法国北部内陆省份，北起瓦兹省，西接埃松省、马恩河谷省、塞纳-圣但尼省和瓦兹河谷省，南至卢瓦雷省，东南接约讷省，东临马恩省和奥布省，东北接埃纳省。
与圣布里斯接壤的市镇（或旧市镇、城区）包括：鲁伊、莱谢勒、普罗万、苏尔丹、武尔通。

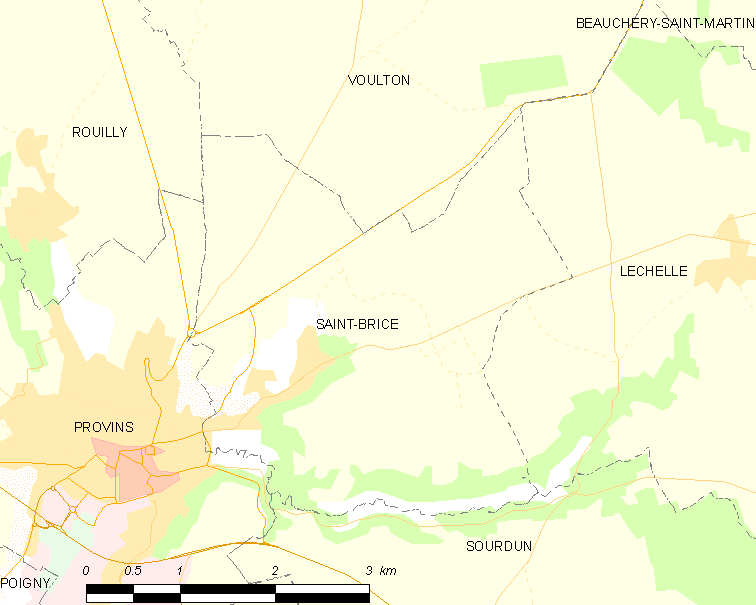
的OSM定位图

圣布里斯的时区为UTC+01:00、UTC+02:00（夏令时）。

## 行政
圣布里斯的邮政编码为77160，INSEE市镇编码为77403。

## 政治
圣布里斯所属的省级选区为普罗万县。

## 人口

1962-2008年间人口变化图示

圣布里斯于2022年1月1日时的人口数量为812人。